# Моя дочь (фильм, 1991)
«Моя девочка» (англ. My Girl) — комедийная драма 1991 года об одиннадцатилетней девочке. Роли исполнили Дэн Эйкройд, Джейми Ли Кёртис, Маколей Калкин и Анна Кламски (первая главная роль). Сценарий фильма написан Лорис Элуэни и срежиссирован Ховардом Зиффом.

## Сюжет
Действие фильма происходит летом 1972 года в Мэдисоне, Пенсильвания. Вэйда Сальтенфусс —  одиннадцатилетняя девочка-ипохондрик с мальчишеским характером. Её отец Гарри — неуклюжий вдовец, не понимающий дочь, и, как следствие, игнорирующий её. Его профессией является организация похорон и управление похоронным бюро, в связи с чем у Вэйды развилась болезненная одержимость смертью. Также Вэйда считает, что это она убила свою мать, так как та умерла во время родов. Она постоянно стремится быть со своей больной бабушкой, которая страдает болезнью Альцгеймера. Живущий поблизости брат Гарри, Фил, также часто заходит помочь семье.
Вэйду часто дразнят другие девочки, потому что её лучший друг — Том Дж. Сеннет — мальчик, и он непопулярен среди детей. Их летние приключения от первого поцелуя до последнего прощального вводят Вэйду в мир подросткового возраста.
Лето у Вэйды начинается хорошо. Она дружит с Шелли Девото, новой гримёршей на работе у своего отца, и та даёт Вэйде некоторые нужные указания. Вэйда также влюблена в своего учителя, мистера Бикслера и крадёт немного денег из трейлера Шелли, чтобы была возможность посещать летом класс письма, который ведёт этот учитель.
Но проходит немного времени и всё становится плохо. Гарри и Шелли знакомятся ближе и обручаются, Томас Дж. Сеннет умирает от аллергической реакции на осиный укус, а в довесок к свалившемуся горю, Вэйда узнаёт, что мистер Бикслер помолвлен.
Тем не менее, печаль Вэйды постепенно уходит, когда разрыв в отношениях с отцом уменьшается и она перестает считать себя виновной в смерти матери. К концу фильма Вэйде удаётся справиться со своей болью и горем, а также одолеть некоторые из прежних проблем.

## В ролях
| Актёр            | Роль                       |
| ---------------- | -------------------------- |
| Анна Кламски     | Вэйда Маргарет Сальтенфусс |
| Маколей Калкин   | Томас Дж. Сеннет           |
| Дэн Эйкройд      | Гарри Сальтенфусс          |
| Джейми Ли Кёртис | Шелли Девото               |
| Ричард Мазур     | Фил Сальтенфусс            |
| Гриффин Данн     | Джек Бикслер               |

## Награды
- Маколей Калкин и Анна Кламски получили кинонаграду MTV за лучший поцелуй.